# São João de Brito (Liquiçá)
São João de Brito ist die  römisch-katholische Pfarrkirche der osttimoresischen Stadt Liquiçá. Sie gehört zum Bistum Maliana und befindet sich in der Aldeia Leopa (Suco Dato). Namenspatron der Kirche ist Johannes de Britto.

## Geschichte

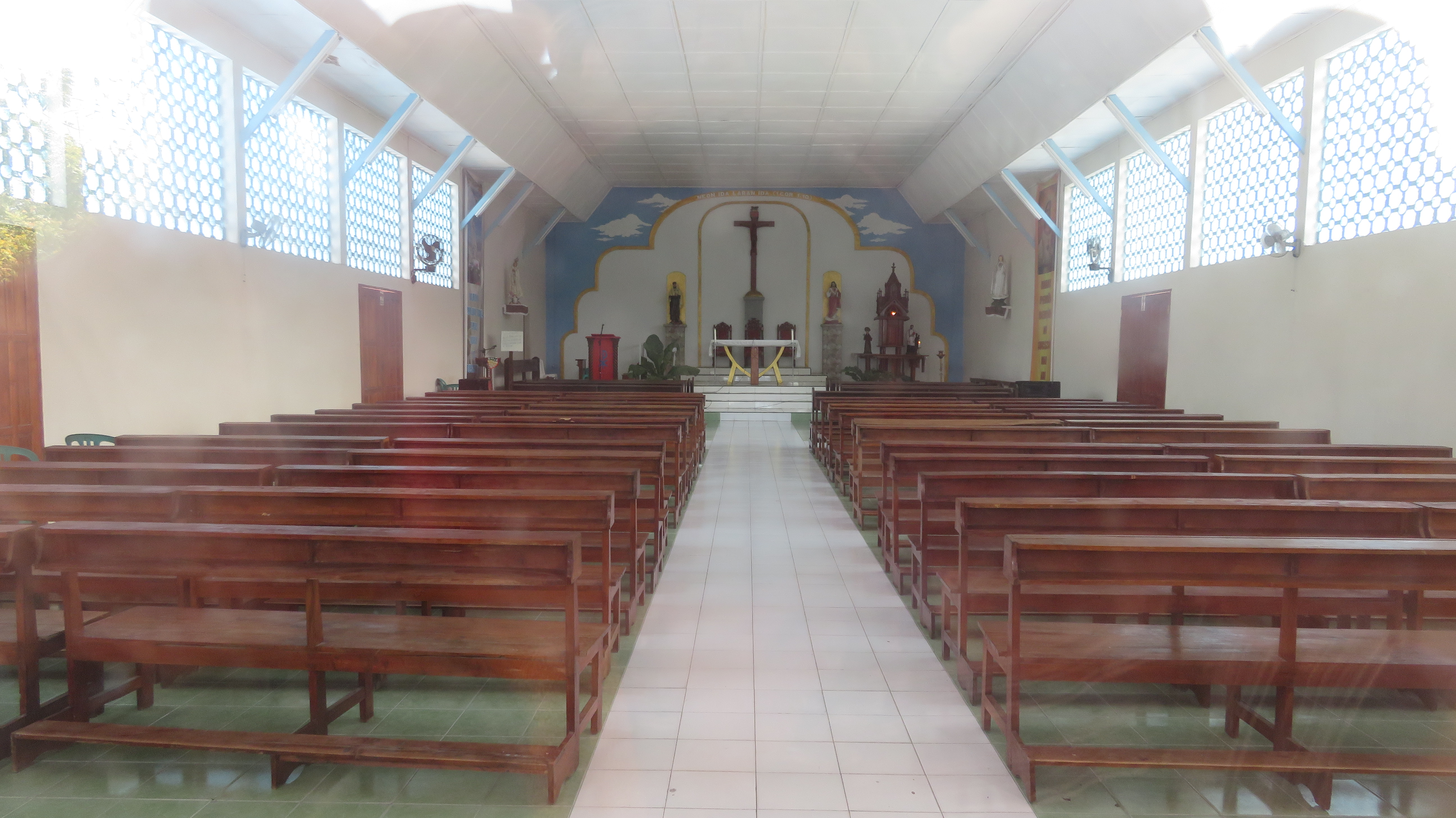
Der Innenraum nach der Renovierung

Die Kirche wurde in der portugiesischen Kolonialzeit errichtet. 1967 wurde sie eingeweiht.
Am 5. April 1999 suchten mehr als tausend Menschen in der Kirche und der angrenzenden Pfarrei Schutz vor der pro-indonesischen Miliz Besi Merah Putih (BMP), die den Ort angegriffen hatte. Die Attacke diente zur Einschüchterung der Bevölkerung im Vorfeld des Unabhängigkeitsreferendums in Osttimor. Am 6. April umzingelte die BMP das Kirchengelände. Nach Stunden angespannter Verhandlungen, in denen Polizeioffiziere den Priester aufforderten, einen Führer der Unabhängigkeitsbewegung CNRT auszuliefern, griffen die Milizionäre, unterstützt von Armee und Polizei das Kirchengelände an. Die Zahl der Opfer des Kirchenmassakers von Liquiçá ist umstritten. Während offizielle indonesische Quellen sie mit 61 angeben, berichten timoresische Quellen von über 200 Opfern.
Nach dem Ende der indonesischen Besatzung wurde die Kirche wieder hergerichtet und erhielt einen Glockenturm.